# Friedrich von Metzler
Pour les articles homonymes, voir Metzler.
Friedrich von Metzler, né le 23 avril 1943 à Dresde  (Gau Saxe, Troisième Reich) et mort le 17 novembre 2024 à Francfort-sur-le-Main, est un banquier et mécène allemand. 

## Biographie
Friedrich von Metzler est le fils d'Albert (1898-1989) et Elisabeth von Metzler et depuis 1971 le patron de la banque privée B. Metzler seel. Sohn & Co. KGaA (en), entreprise familiale créée en 1674 par Benjamin Metzler (de) et devenue une banque d'affaires dans le courant du XVIIIe siècle sous la direction de Friedrich Metzler. 
Le fils de Friedrich von Metzler, Jakob, a été enlevé et assassiné en 2002 à l'âge de 11 ans par un étudiant, Magnus Gäfgen (de), qui souhaitait obtenir une rançon. Ce dernier a été condamné à la prison à vie par la justice allemande (Der Fall Jakob von Metzler (de)).
Friedrich von Metzler meurt le 17 novembre 2024 à Francfort-sur-le-Main à l'âge de 81 ans.

## Distinctions
- 2003, officier de l'ordre du Mérite de la République fédérale d'Allemagne
- 2004, citoyen d'honneur de la ville de Francfort-sur-le-Main (distinction accordée depuis 1795 à seulement 28 personnes).